# 12625 Koopman
12625 Koopman eller 9578 P-L är en asteroid i huvudbältet som upptäcktes den 17 oktober 1960 av den nederländsk-amerikanske astronomen Tom Gehrels och det nederländska astronomparet Ingrid van Houten-Groeneveld och Cornelis Johannes van Houten vid Palomarobservatoriet. Den är uppkallad efter astronomen Elisabetha Hevelius.
Asteroiden har en diameter på ungefär 14 kilometer.